# اللجنة الأولمبية اليونانية
اللجنة الاولمبية اليونانية (HOC): المعروفة أيضا بالإسم الفرنسي لها (Comité Olympique Hellénique، (باليونانية: Ελληνική Ολυμπιακή Επιτροπή)‏: وهي الهيئة التي تحكم الألعاب الأولمبية في اليونان. وهي واحدة من أقدم اللجان الأولمبية الوطنية في العالم، والتي تأسست في عام 1894 ومعترف بها في عام 1895.
ويقع مقرها في أثينا، اليونان.

## وصلات خارجية
- Hellenic Olympic Committee
- Greek Authorised ticketing reseller for London 2012